# Xiong Ni
Dans ce nom chinois, le nom de famille, Xiong, précède le nom personnel.
Xiong Ni (né le 11 janvier 1974 à Changsha) est un plongeur chinois. Le triple champion olympique  remporte sa première médaille olympique à seulement quatorze ans. Il devient membre de l'International Swimming Hall of Fame en 2006.

## Palmarès

### Jeux olympiques
- Jeux olympiques de 1988 à Séoul (Corée du Sud) :
  -  Médaille d'argent du haut-vol à 10 mètres.

- Jeux olympiques de 1992 à Barcelone (Espagne) :
  -  Médaille de bronze du haut-vol à 10 mètres.

- Jeux olympiques de 1996 à Atlanta (États-Unis) :
  -  Médaille d'or du tremplin à 3 mètres.

- Jeux olympiques de 2000 à Sydney (Australie) :
  -  Médaille d'or du tremplin à 3 mètres.
  -  Médaille d'or du plongeon synchronisé à 3 mètres avec Xiao Hailiang.

### Championnats du monde
- Championnats du monde 1991 à Perth (Australie) :
  -  Médaille d'argent du haut-vol à 10 mètres.